# Elba (nome)
Elba  è un nome proprio di persona italiano femminile.

## Varianti
- Femminili: Ilva[1], Ilvia[1]
  - Alterati: Elbina
  - Composti: Milvia
- Maschili: Elbo, Ilvo[1], Ilvio[1]

## Origine e diffusione

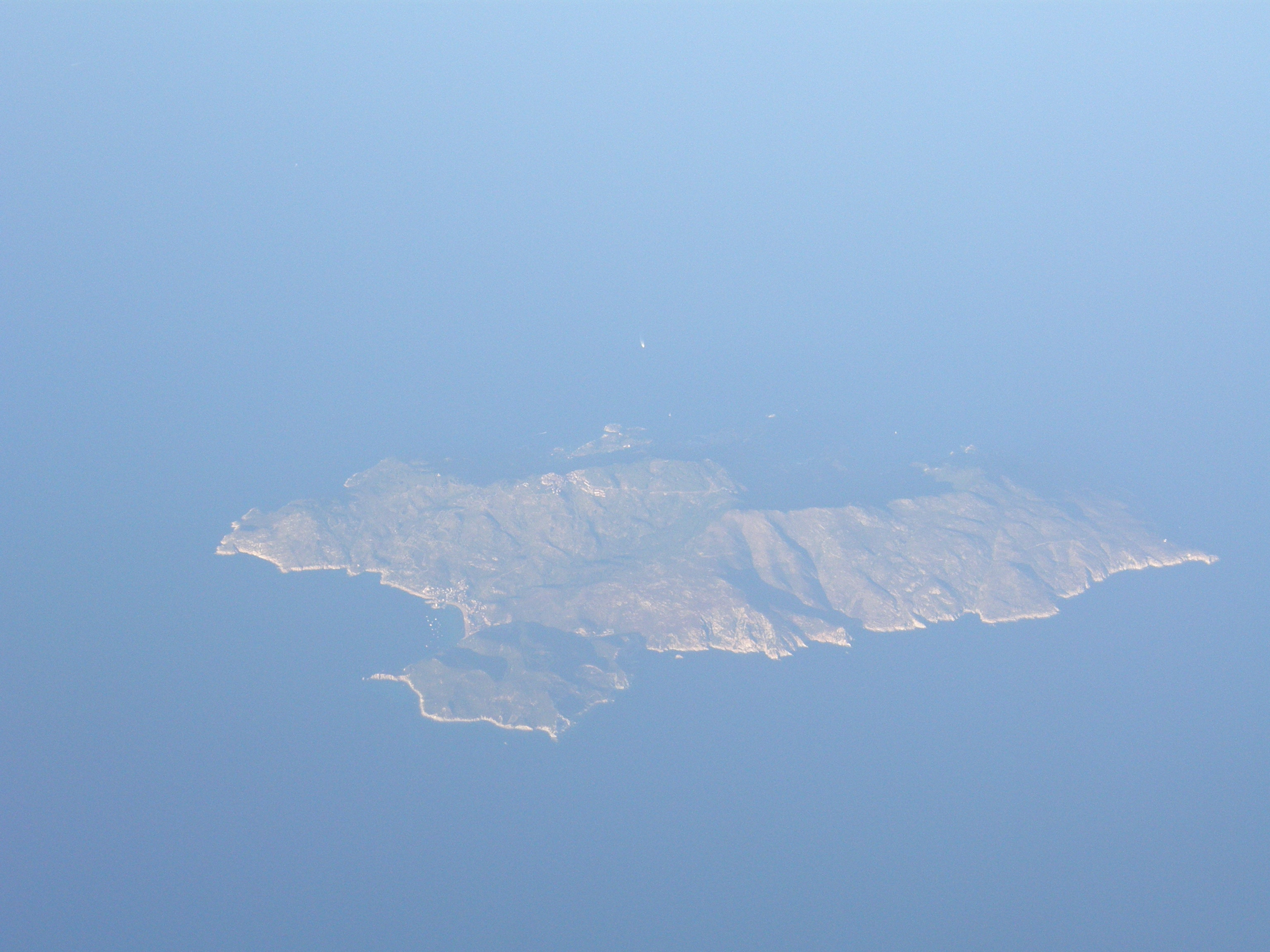
L'isola d'Elba vista dall'alto

Riprende il nome dell'isola d'Elba, situata tra il Mar Tirreno e il Mar Ligure. Rientra quindi in quella cerchia di nomi che riprendono toponimi italiani, quali ad esempio Stelvio, Italia e Volturno.
L'isola era anticamente chiamata dai romani e dai liguri Ilva (poi Ilba ed Helba nel Medioevo), di probabile origine etrusca e col significato di "ferro" (per via delle antiche lavorazioni di ferro sull'isola).
Va notato che Elba è anche una variante spagnola del nome Alba.

## Onomastico
L'onomastico si festeggia il 1º novembre, festa di Ognissanti, essendo un nome adespota. In alternativa, alcuni lo festeggiano in corrispondenza del nome Albano, che però ha differente etimologia.

## Persone
- Elba Ramalho, cantante e attrice brasiliana

### Variante maschile Ilvo
- Ilvo Bozzi, calciatore ed imprenditore italiano
- Ilvo Diamanti, sociologo, politologo e saggista italiano

### Variante femminile Ilva
- Maria Ilva Biolcati, cantante e attrice teatrale italiana, in arte Milva